# Farigia thelian
Farigia thelian är en fjärilsart som beskrevs av William Schaus 1928. Farigia thelian ingår i släktet Farigia och familjen tandspinnare. Inga underarter finns listade i Catalogue of Life.